# Aeroportul Cheboksary
Aeroportul Cheboksary (IATA: CSY, ICAO: UWKS) este un aeroport din Ceboksarî, Ciuvașia, Rusia ce deservește zona Ceboksarî. Aeroportul a fost tranzitat în 2021 de 460.261 de pasageri. A fost deschis în 1963 și numit după Andriyan Nikolayev⁠(d).
Situat la o altitudine de 171 m, aeroportul dispune de 1 pistă.

## Infrastructură

### Piste
Aeroportul dispune de o singură pistă. Pista 06/24 are suprafața de asfalt și dimensiunile 2.512 m × 49 m. 